# Anna Witaljewna Bogomasowa
Anna Witaljewna Bogomasowa (russisch Анна Витальевна Богомазова; * 7. April 1990 in Woronesch, Sowjetunion) ist eine russische Kickboxerin, Martial-Arts-Kämpferin und Profi-Wrestlerin. Sie arbeitete für WWEs Farmteam NXT Wrestling unter ihrem Ringnamen Anya.

## Leben
Bogomasowa wurde 1990 in Woronesch geboren. Ihr Vater Vitaly Bogomasow war Boxer und begann sie schon in jungen Jahren für Sport zu begeistern. Mit fünf Jahren begann sie mit Calisthenics, was sie bis zum zwölften Lebensjahr betrieb. Von 2003 bis 2004 spielte sie Tennis. Mit 14 begann sie mit Kickboxen und kämpfte im Jugendbereich. Nebenbei betrieb sie außerdem Taekwondo, wo sie den schwarzen Gürtel erreichte. Von 2004 bis 2007 lehrte sie am Voronezh Cooperative Institute und schloss mit einer Anwaltsprüfung ab. Anschließend studierte sie Kommunikationswissenschaften an der Staatlichen Universität Woronesch um Übersetzer zu werden.
2004 begann Bogomasowa ihre Karriere im Kickboxen, trainiert wurde sie von Alexei Dedow. Sie wurde Zweite bei den Kickbox-Weltmeisterschaften 2006 und 2008. Bei den russischen Meisterschaften sowie dem Kickbox-Weltcup 2011 der WAKO wurde sie jeweils Erste.
2010 zog Anna Witaljewna Bogomasowa in die Vereinigten Staaten. Im August 2012 unterschrieb Bogomasowa einen Entwicklungsvertrag bei World Wrestling Entertainment. Dies machte sie zur ersten gebürtigen Russin, die jemals bei der WWE angestellt war. Sie arbeitete für das Farmteam NXT Wrestling (NXT) und war als eine von 10 Wrestlern vorgesehen, die zu den Hauptshows wechseln durften. Im März 2013 brach sie sich jedoch den Arm und musste sich einer schweren Operation unterziehen. Am 17. Mai 2013 wurde Bogomasowa aus ihrem Entwicklungsvertrag entlassen. Sie kündigte rechtliche Schritte gegen diese Entscheidung an, da sie sich während des Trainings verletzt hatte und sich hintergangen fühlte.